# Legacy Early College Field
El Legacy Early College Field es un estadio de 4.000 asientos ubicado en el campus de Legacy Early College, una escuela preparatoria para la universidad, en Greenville, Carolina del Sur. El estadio es conocido por ser el campo local del Greenville Triumph SC, un club de fútbol profesional que juega en la USL League One, el tercer nivel del fútbol en los Estados Unidos.